# Tyra Ferrell
Tyra Ferrell (* 28. Januar 1962 in Houston, Texas) ist eine US-amerikanische Schauspielerin.

## Leben und Leistungen
Ferrell debütierte in einer kleinen Nebenrolle an der Seite von Ryan O’Neal in der Komödie Der ausgeflippte Professor aus dem Jahr 1981. Nach einigen Gastauftritten in Fernsehserien und einer größeren Rolle im Thriller Hautnah verfolgt (1987) spielte sie an der Seite von Laurence Fishburne, Cuba Gooding junior, Ice Cube, Nia Long und Angela Bassett eine größere Rolle im Filmdrama Boyz n the Hood – Jungs im Viertel (1991), welches für zwei Oscars und andere Auszeichnungen nominiert wurde. Sie wurde in der Veröffentlichung John Willis’ Screen World zu den 12 vielversprechendsten Darstellern des Jahres 1991 (Promising New Actors of 1991) gezählt.
In der Sportkomödie Weiße Jungs bringen’s nicht (1992) spielte Ferrell die Rolle von Rhonda Deane, der Ehefrau des von Wesley Snipes verkörperten Sidney Deane. Im Mysterythriller Equinox spielte sie eine der größeren Rollen neben Matthew Modine, Lara Flynn Boyle, Marisa Tomei und Fred Ward. Im Oscar-nominierten Filmdrama Poetic Justice (1993) war sie an der Seite von Janet Jackson und Tupac Shakur zu sehen.
Seit der Mitte der 1990er Jahre folgten Auftritte in Fernsehserien wie in sechs Folgen der Fernsehserie Emergency Room – Die Notaufnahme im Jahr 1994. 1996–97 spielte sie eine Hauptrolle in Countdown X – Alarm im All (The Cape). Erst in der Komödie Voll gepunktet (2004) mit Scarlett Johansson übernahm Ferrell erneut eine Rolle in einem Spielfilm. Die Rolle im Fernsehdrama Flug 323 – Absturz über Wyoming (2004) brachte ihr 2005 eine Nominierung für den Image Award. Seit 2015 ist sie nach einer 10-jährigen Pause wieder als Schauspielerin tätig, unter anderem in Empire.
Ferrell ist seit dem Jahr 1992 mit Diop Kamau (früher Don Carlos Jackson), einem Bürgerrechtler und Ex-Cop, verheiratet. Sie haben 2 Kinder.

## Filmografie (Auswahl)
- 1981: Der ausgeflippte Professor (So Fine)
- 1984: Cheerballs (Gimme an ’F’)
- 1987: Hautnah verfolgt (Lady Beware)
- 1987: Nuts… Durchgedreht (Nuts)
- 1987–1988: The Bronx Zoo (Fernsehserie, 11 Folgen)
- 1988: School Daze
- 1988: Tapeheads – Verrückt auf Video (Tapeheads)
- 1989: Big Bad Man (The Mighty Quinn)
- 1990: Der Exorzist III (The Exorcist III)
- 1991: Boyz n the Hood – Jungs im Viertel (Boyz n the Hood)
- 1992: Teuflische Intrigen (Ulterior Motives)
- 1992: Weiße Jungs bringen’s nicht (White Men Can’t Jump)
- 1992: Equinox
- 1993: Poetic Justice
- 1994: Emergency Room – Die Notaufnahme (ER, Fernsehserie, 6 Folgen)
- 1996–1997 Countdown X (The Cape, Fernsehserie, 17 Folgen)
- 2004: Voll gepunktet (The Perfect Score)
- 2004: Flug 323 – Absturz über Wyoming (NTSB: The Crash of Flight 323, Fernsehfilm)
- 2004: Coochie (Kurzfilm)